# Takaoia sauteri
Takaoia sauteri is een hooiwagen uit de familie Epedanidae.